# Фарнето (Латина)
Фарнето је насеље у Италији у округу Латина, региону Лацио.
Према процени из 2011. у насељу је живело 620 становника. Насеље се налази на надморској висини од 25 м.